# Bent Sørensen (Physiker)
Bent Erik Sørensen (* 13. Oktober 1941) ist ein dänischer Physiker und mittlerweile emeritierter Hochschullehrer der Universität Roskilde.

## Leben und Wirken
Nach seiner Promotion im Jahr 1974 in Physik forschte er vor allem zu Umwelt- und Energiefragen, insbesondere zu Erneuerbarer Energien und dem Umstieg von fossilen und nuklearen Techniken hin zu einer Nachhaltigen Energieversorgung, der Energiewende. Bereits 1975, noch vor der bahnbrechenden Arbeit von Amory Lovins schlug er in der Zeitschrift Science einen Plan für den Umstieg Dänemarks ausschließlich auf Wind- und Solarenergie vor, der bis zum Jahr 2050 verwirklicht werden könne. Im Jahr 1980 wurde er Professor an der Universität Roskilde. Zudem arbeitete er am Niels-Bohr-Institut, bei Cowi-Consult sowie am Roskilde Universitetscenter.

## Auszeichnungen
Für seine Arbeiten wurde er vielfach ausgezeichnet. Unter anderem erhielt er den dänischen Solarpreis, den Europäischen Solarpreis und wurde 1989 von der dänischen Königin Margrethe II. in den Adelsstand erhoben.

## Schriften
- Johannes Jensen, Bent Sørensen, Fundamentals of energy storage. Wiley 1984, ISBN 978-0-471-08604-8.
- Bent Sørensen, Paul Breeze, Renewable Energy Focus Handbook. Academic Press 2008, ISBN 978-0-12-374705-1.
- Bent Sørensen, Renewable Energy Conversion, Transmission, and Storage. Academic Press 2007, ISBN 978-0-12-374262-9.
- Bent Sørensen, Renewable Energy: Physics, Engineering, Environmental Impacts, Economics & Planning. Academic Press 2010, ISBN 978-0-12-375025-9.
- Bent Sørensen, Life-Cycle Analysis of Energy Systems: From Methodology to Applications. Royal Society of Chemistry 2011, ISBN 978-1-84973-145-4.
- Bent Sorensen, Hydrogen and Fuel Cells: Emerging Technologies and Applications. Academic Press 2011, ISBN 978-0-12-396503-5.
- Bent Sørensen, Renewable Energy: Renewable energy technologies II. Earthscan 2011, ISBN 978-1-84407-867-7.
- Bent Sørensen, A History of Energy: Northern Europe from the Stone Age to the Present Day. Taylor & Francis 2012. ISBN 978-1-84971-384-9.
- Bent Sørensen, Energy Intermittency, Crc Pr Inc 2014, ISBN 978-1-46651-606-9.